# Ephedra pedunculata
Ephedra pedunculata là một loài thực vật hạt trần trong họ Ephedraceae. Loài này được Engelm. ex S.Watson mô tả khoa học đầu tiên năm 1883.